# Pseudadoretus validus
Pseudadoretus validus är en skalbaggsart som beskrevs av Semenov 1889. Pseudadoretus validus ingår i släktet Pseudadoretus och familjen Rutelidae. Inga underarter finns listade i Catalogue of Life.